# Anne Cibis
Anne Cibis (dekliški priimek Möllinger), nemška atletinja, * 27. september 1985, Worms, Zahodna Nemčija.
Nastopila je na poletnih olimpijskih igrah v letih 2008 in 2012 ter obakrat dosegla peto mesto v štafeti 4x100 m. Na svetovnih prvenstvih je v isti disciplini leta 2009 osvojila bronasto medaljo, na evropskih prvenstvih pa naslov prvakinje leta 2014.